# Mustafa Pektemek
Mustafa Pektemek (Akyazı, 11 agosto 1988) è un calciatore turco, attaccante del Sakaryaspor.

## Palmarès

### Club

#### Competizioni nazionali
- Campionato turco: 1

Beşiktaş: 2015-2016